# بوينة (أفلح اليمن)

تعديل مصدري - تعديل

بوينة هي إحدى قرى عزلة بني يوس بمديرية أفلح اليمن التابعة لمحافظة حجة، بلغ تعداد سكانها 192 نسمة حسب تعداد اليمن لعام 2004.